# Zyginopsis fulvidorsum
Zyginopsis fulvidorsum är en insektsart som först beskrevs av Naudé 1926.  Zyginopsis fulvidorsum ingår i släktet Zyginopsis och familjen dvärgstritar. Inga underarter finns listade i Catalogue of Life.